# Bruma parvus
Bruma parvus là một loài bướm đêm thuộc họ Erebidae. Nó được tìm thấy ở North Sumatra.
Sải cánh dài 9–10 mm. 